# Louis Ours Victor Philippe Potier
Louis Ours Victor Philippe Potier de La Berthellière est un homme politique français né le 22 août 1751 à Loches (Touraine) et décédé le 15 décembre 1793 à Paris.

## Biographie
Louis Ours Victor Philippe Potier est le fils de Louis Noël Potier de La Berthellière, bourgeois, et de Marie Louise Philippe Le Roy.
Juge à Loches, il est élu suppléant à la Convention nationale en 1792. Appelé à siéger comme député d'Indre-et-Loire le 10 frimaire an II, il meurt le 25 frimaire.

## Sources
- « Louis Ours Victor Philippe Potier », dans Adolphe Robert et Gaston Cougny, Dictionnaire des parlementaires français, Edgar Bourloton, 1889-1891 [détail de l’édition]